# Lista stacji i przystanków kolejowych w Kampanii
To jest lista stacji kolejowych w Kampanii, będących własnością Rete Ferroviaria Italiana, oddziału włoskiej firmy Ferrovie dello Stato.

## Lista
| Stacja                                      | Miejsce                        | Prowincja | Kategoria |
| ------------------------------------------- | ------------------------------ | --------- | --------- |
| Acerra                                      | Acerra                         | Neapol    | Silver    |
| Acquamela                                   | Acquamela                      | Salerno   | Bronze    |
| Agropoli-Castellabate                       | Agropoli                       | Salerno   | Silver    |
| Albanova                                    | Casal di Principe              | Caserta   | Bronze    |
| Altavilla Irpina                            | Altavilla Irpina               | Avellino  | Bronze    |
| Amorosi-Melizzano                           | Amorosi                        | Benevento | Bronze    |
| Angri                                       | Angri                          | Salerno   | Silver    |
| Apice-Sant’Arcangelo-Bonito                 | Apice                          | Benevento | Bronze    |
| Ariano Irpino                               | Ariano Irpino                  | Avellino  | Bronze    |
| Ascea                                       | Ascea                          | Salerno   | Silver    |
| Avellino                                    | Avellino                       | Avellino  | Silver    |
| Aversa                                      | Aversa                         | Caserta   | Gold      |
| Bagnoli-Agnano Terme                        | Neapol                         | Neapol    | Silver    |
| Bagnoli Irpino                              | Bagnoli Irpino                 | Avellino  | Bronze    |
| Baronissi                                   | Baronissi                      | Salerno   | Silver    |
| Battipaglia                                 | Battipaglia                    | Salerno   | Silver    |
| Benevento                                   | Benevento                      | Benevento | Gold      |
| Benevento Arco Traiano                      | Benevento                      | Benevento | Bronze    |
| Benevento Porta Rufina                      | Benevento                      | Benevento | Bronze    |
| Buccino-San Gregorio Magno                  | Buccino                        | Salerno   | Bronze    |
| Calitri-Pescopagano                         | Calitri                        | Avellino  | Bronze    |
| Campagna-Serre-Persano                      | Campagna                       | Salerno   | Bronze    |
| Campo di Nusco                              | Campo di Nusco                 | Avellino  | Bronze    |
| Cancello                                    | Cancello                       | Caserta   | Silver    |
| Cancello Arnone                             | Cancello e Arnone              | Caserta   | Bronze    |
| Capaccio-Roccadaspide                       | Capaccio                       | Salerno   | Silver    |
| Capua                                       | Capua                          | Caserta   | Silver    |
| Casalnuovo                                  | Casalnuovo di Napoli           | Neapol    | Silver    |
| Caserta                                     | Caserta                        | Caserta   | Gold      |
| Casoria-Afragola                            | Casoria                        | Neapol    | Silver    |
| Cassano Irpino                              | Cassano Irpino                 | Avellino  | Bronze    |
| Castel San Giorgio-Roccapiemonte            | Castel San Giorgio             | Salerno   | Bronze    |
| Castelfranci                                | Montemarano                    | Avellino  | Bronze    |
| Castellammare di Stabia                     | Castellammare di Stabia        | Neapol    | Silver    |
| Cava dei Tirreni                            | Cava de’ Tirreni               | Salerno   | Silver    |
| Cavalleggeri d’Aosta                        | Neapol                         | Neapol    | Silver    |
| Celle Bulgheria-Roccagloriosa               | Celle di Bulgheria             | Salerno   | Bronze    |
| Centola                                     | Centola                        | Salerno   | Bronze    |
| Cese                                        | Cese                           | Benevento | Bronze    |
| Chianche-Ceppaloni                          | Chianche                       | Benevento | Bronze    |
| Codola                                      | Codola                         | Salerno   | Bronze    |
| Contursi Terme                              | Contursi Terme                 | Salerno   | Bronze    |
| Conza-Andretta-Cairano                      | Conza della Campania           | Avellino  | Bronze    |
| Eboli                                       | Eboli                          | Salerno   | Silver    |
| Falciano-Mondragone-Carinola                | Falciano del Massico           | Caserta   | Silver    |
| Fisciano                                    | Fisciano                       | Salerno   | Silver    |
| Fragneto Monforte                           | Fragneto Monforte              | Benevento | Bronze    |
| Frasso Telesino-Dugenta                     | Dugenta                        | Benevento | Bronze    |
| Frattamaggiore-Grumo                        | Frattamaggiore                 | Neapol    | Silver    |
| Fratte                                      | Salerno                        | Salerno   | Bronze    |
| Fratte Villa Comunale                       | Salerno                        | Salerno   | Bronze    |
| Giugliano-Qualiano                          | Giugliano in Campania          | Neapol    | Bronze    |
| Gragnano                                    | Gragnano                       | Neapol    | Bronze    |
| Gricignano-Teverola                         | Gricignano di Aversa           | Caserta   | Bronze    |
| Lanzara-Fimiani                             | Lanzara                        | Salerno   | Bronze    |
| Lavorate                                    | Lavorate                       | Salerno   | Bronze    |
| Lioni                                       | Lioni                          | Avellino  | Bronze    |
| Luogosano-San Mango sul Calore              | Luogosano                      | Avellino  | Bronze    |
| Maddaloni Inferiore                         | Maddaloni                      | Caserta   | Silver    |
| Madonna delle Grazie                        | Gragnano                       | Neapol    | Bronze    |
| Marcianise                                  | Marcianise                     | Caserta   | Silver    |
| Mercato San Severino                        | Mercato San Severino           | Salerno   | Silver    |
| Mignano Monte Lungo                         | Mignano Monte Lungo            | Caserta   | Silver    |
| Montaguto-Panni                             | Montaguto                      | Avellino  | Bronze    |
| Montecalvo-Buonalbergo-Casalbore            | Montecalvo Irpino              | Avellino  | Bronze    |
| Montecorvino Rovella                        | Bellizzi                       | Salerno   | Bronze    |
| Montella                                    | Montella                       | Avellino  | Bronze    |
| Montemarano                                 | Montemarano                    | Avellino  | Bronze    |
| Montoro-Forino                              | Montoro Inferiore              | Avellino  | Bronze    |
| Montorsi                                    | Montorsi                       | Benevento | Bronze    |
| Morcone                                     | Morcone                        | Benevento | Bronze    |
| Morra De Sanctis-Teora                      | Morra De Sanctis               | Avellino  | Bronze    |
| Napoli Afragola                             | Neapol                         | Neapol    | bd.       |
| Napoli Campi Flegrei                        | Neapol                         | Neapol    | Gold      |
| Napoli Centrale and Napoli Piazza Garibaldi | Neapol                         | Neapol    | Platinum  |
| Napoli Gianturco                            | Neapol                         | Neapol    | Silver    |
| Napoli Mergellina                           | Neapol                         | Napol     | Gold      |
| Napoli Montesanto                           | Neapol                         | Neapol    | Silver    |
| Napoli Piazza Amedeo                        | Neapol                         | Neapol    | Silver    |
| Napoli Piazza Cavour                        | Neapol                         | Neapol    | Silver    |
| Napoli Piazza Leopardi                      | Neapol                         | Napol     | Silver    |
| Napoli San Giovanni-Barra                   | Neapol                         | Neapol    | Silver    |
| Nocera Inferiore                            | Nocera Inferiore               | Salerno   | Silver    |
| Nocera Inferiore Mercato                    | Nocera Inferiore               | Salerno   | Bronze    |
| Nocera Superiore                            | Nocera Superiore               | Salerno   | Silver    |
| Nola                                        | Nola                           | Neapol    | Silver    |
| Nusco                                       | Nusco                          | Avellino  | Bronze    |
| Omignano-Salento                            | Omignano                       | Salerno   | Bronze    |
| Paestum                                     | Paestum                        | Salerno   | Silver    |
| Pagani                                      | Pagani                         | Salerno   | Bronze    |
| Palma-San Gennaro                           | Palma Campania                 | Neapol    | Bronze    |
| Pellezzano                                  | Pellezzano                     | Salerno   | Bronze    |
| Pescosannita-Fragneto L'Abate               | Pescosannita                   | Benevento | Bronze    |
| Pietrarsa-San Giorgio a Cremano             | Neapol i San Giorgio a Cremano | Neapol    | Bronze    |
| Pietrelcina                                 | Pietrelcina                    | Benevento | Bronze    |
| Pignataro Maggiore                          | Pignataro Maggiore             | Caserta   | Bronze    |
| Pisciotta-Palinuro                          | Pisciotta                      | Salerno   | Silver    |
| Policastro Bussentino                       | Policastro Bussentino          | Salerno   | Bronze    |
| Pompei                                      | Pompeje                        | Neapol    | Silver    |
| Ponte-Casalduni                             | Ponte                          | Benevento | Bronze    |
| Pontecagnano                                | Pontecagnano                   | Salerno   | Silver    |
| Pontelandolfo                               | Pontelandolfo                  | Benevento | Bronze    |
| Portici-Ercolano                            | Portici                        | Neapol    | Silver    |
| Pozzuoli Solfatara                          | Pozzuoli                       | Neapol    | Silver    |
| Prata-Pratola                               | Prata di Principato Ultra      | Avellino  | Bronze    |
| Quarto di Marano                            | Quarto                         | Neapol    | Bronze    |
| Recale                                      | Recale                         | Caserta   | Silver    |
| Riardo-Pietramelara                         | Riardo                         | Caserta   | Bronze    |
| Romagnano-Vietri-Salvitelle                 | Romagnano al Monte             | Salerno   | Bronze    |
| Rovigliano                                  | Torre Annunziata               | Neapol    | Bronze    |
| Sant’Antimo-Sant’Arpino                     | Sant’Antimo                    | Neapol    | Silver    |
| Santa Croce del Sannio                      | Santa Croce del Sannio         | Benevento | Bronze    |
| San Lorenzo Maggiore                        | San Lorenzo Maggiore           | Benevento | Bronze    |
| San Marcellino-Frignano                     | San Marcellino                 | Caserta   | Bronze    |
| Santa Maria Capua Vetere                    | Santa Maria Capua Vetere       | Caserta   | Silver    |
| Santa Maria la Bruna                        | Santa Maria la Bruna           | Neapol    | Bronze    |
| San Michele di Serino                       | San Michele di Serino          | Avellino  | Bronze    |
| Salerno                                     | Salerno                        | Salerno   | Gold      |
| Salerno Duomo-Via Vernieri                  | Salerno                        | Salerno   | Silver    |
| Salerno Irno                                | Salerno                        | Salerno   | Silver    |
| Sapri                                       | Sapri                          | Salerno   | Silver    |
| Sarno                                       | Sarno                          | Salerno   | Silver    |
| Savignano-Greci                             | Savignano Irpino               | Avellino  | Bronze    |
| Scafati                                     | Scafati                        | Salerno   | Silver    |
| Serino                                      | Serino                         | Avellino  | Bronze    |
| Sessa Aurunca-Roccamonfina                  | Sessa Aurunca                  | Caserta   | Silver    |
| Sicignano degli Alburni                     | Sicignano degli Alburni        | Salerno   | Bronze    |
| Solofra                                     | Solofra                        | Avellino  | Bronze    |
| Solopaca                                    | Solopaca                       | Benevento | Bronze    |
| Sparanise                                   | Sparanise                      | Caserta   | Silver    |
| Teano                                       | Teano                          | Caserta   | Bronze    |
| Telese-Cerreto                              | Telese Terme                   | Benevento | Silver    |
| Tora-Presenzano                             | Tora                           | Caserta   | Bronze    |
| Torre Annunziata Centrale                   | Torre Annunziata               | Neapol    | Silver    |
| Torre Annunziata Città                      | Torre Annunziata               | Neapol    | Bronze    |
| Torre del Greco                             | Torre del Greco                | Neapol    | Silver    |
| Torre Orsaia                                | Torre Orsaia                   | Salerno   | Bronze    |
| Tufo                                        | Tufo                           | Avellino  | Bronze    |
| Vairano-Caianello                           | Vairano Patenora               | Caserta   | Silver    |
| Valle di Maddaloni                          | Valle di Maddaloni             | Caserta   | Bronze    |
| Valle di Mercato San Severino               | Sant’Angelo in Macerata        | Salerno   | Bronze    |
| Vallo della Lucania-Castelnuovo             | Vallo della Lucania            | Salerno   | Silver    |
| Vietri sul Mare-Amalfi                      | Vietri sul Mare                | Salerno   | Silver    |
| Villa Literno                               | Villa Literno                  | Caserta   | Silver    |